# Homoeonympha boisduvalii
Homoeonympha boisduvalii är en fjärilsart som beskrevs av Blanchard 1852. Homoeonympha boisduvalii ingår i släktet Homoeonympha och familjen praktfjärilar. Inga underarter finns listade i Catalogue of Life.